# Cantonul Brezolles
Cantonul Brezolles este un canton din arondismentul Dreux, departamentul Eure-et-Loir, regiunea Centru, Franța.

## Comune
| Comune                        | Populație (1999) | Cod poștal | Cod INSEE |
| ----------------------------- | ---------------- | ---------- | --------- |
| Beauche                       | 287              | 28270      | 28030     |
| Bérou-la-Mulotière            | 336              | 28270      | 28037     |
| Brezolles                     | 1.838            | 28270      | 28059     |
| Châtaincourt                  | 241              | 28270      | 28087     |
| Les Châtelets                 | 97               | 28270      | 28090     |
| Crucey-Villages               | 468              | 28270      | 28120     |
| Dampierre-sur-Avre            | 705              | 28350      | 28124     |
| Escorpain                     | 259              | 28270      | 28143     |
| Fessanvilliers-Mattanvilliers | 171              | 28270      | 28151     |
| Laons                         | 729              | 28270      | 28206     |
| La Mancelière                 | 209              | 28270      | 28231     |
| Montigny-sur-Avre             | 256              | 28270      | 28263     |
| Prudemanche                   | 253              | 28270      | 28308     |
| Revercourt                    | 27               | 28270      | 28315     |
| Rueil-la-Gadelière            | 516              | 28270      | 28322     |
| Saint-Lubin-de-Cravant        | 59               | 28270      | 28346     |
| Saint-Lubin-des-Joncherets    | 4.188            | 28350      | 28348     |
| Saint-Rémy-sur-Avre           | 3.749            | 28380      | 28359     |